# Maják Lochrist
Maják Lochrist (francouzsky Feu de Lochrist, v překladu Světlo Lochrist) je maják, který se nachází ve vnitrozemí 600 metrů od pobřeží severovýchodně od  Saint-Mathieu v Conquet bretaňském departementu Finistère ve Francii.

## Historie
Maják Lochrist byl postaven v období 1938–1939 a uveden do provozu 24. června 1939. Spojnice mezi majáky Kermorvan, Lochrist, Trézien a Saint-Mathieu označují kanály Helle a Four. V linii s majákem Kermorvan, který je vzdálen asi 2,7 km severozápadně, navádí lodi na kanál Helle.

## Popis
Maják je hranolová oktagonální železobetonová věž postavena základně z lomového kamene vysoká 17 m. Věž je ukončena ochozem ohraničeným betonovým zábradlím. Na věži je železobetonová nadstavba s obdélným otvorem, kterým je vysílán světelný paprsek. Uvnitř je Fresnelova čočka a žárovka. Od roku 1960 jsou stěny obrácené k moři natřené bílou barvou a nadstavba červenou, stěny obrácené k pevnině jsou bez nátěru.

## Data
- Výška věže: 17 m[4]
- Výška světla: 49 m n. m.
- Dosvit: 23 nm: (42,6 km)
- Charakteristika: Oc (3) W 12s[5]

### Označení
- ARLHS: FRA-339[6];
- Admiralty: A1880;
- NGA: 113-0088[5].